# Philemon-und-Baucis-Syndrom
Das Philemon-und-Baucis-Syndrom bezeichnet in der forensischen Literatur das gleichzeitige Versterben von langjährig verbundenen (Ehe-)Partnern. Es ist nach den Figuren Philemon und Baucis der griechischen Mythologie benannt.
In Anlehnung an die Erzählung des römischen Dichters Ovid wird der gleichzeitige Tod von über lange Jahre glücklich zusammenlebenden Paaren romantisch so interpretiert, dass der verbliebene Partner ohne den verstorbenen nicht mehr leben kann oder will und ebenfalls zeitnah verstirbt. Im engeren Sinne werden in der Forensik Simultantodesfälle darunter verstanden.
Rationale Ursachen für Simultantodesfälle sind:
- nicht offensichtliche Tötungsdelikte
- erweiterter Suizid (ein Partner bringt zuerst den anderen, dann sich selbst um)
- gemeinsamer Suizid
- Vergiftungen (gemeinsame Nahrung, Kohlenmonoxid, …)
- Unfälle
- statistische Überlegungen des zufällig zeitlichen Zusammenfallens plötzlicher Todesursachen älterer und damit häufig multimorbider Menschen

## Beispiel
Ein medial besonders rezipierter Fall liegt beim österreichischen Fernsehmoderator Sepp Forcher sowie seiner Frau vor. Beide verstarben im Dezember 2021 innerhalb von wenigen Wochen. Die ungewöhnlich starke Verbundenheit beider war schon davor mehrfach, darunter auch in Forcher-Fernsehfilmen, thematisiert worden.